# Mae Nam Nakhon Nayok
Der Mae Nam Nakhon Nayok (Thai: แม่น้ำนครนายก), manchmal auch nur kurz Nakhon Nayok, ist ein Fluss in der gleichnamigen Provinz  Nakhon Nayok in Thailand und hat eine Länge von ungefähr 110 Kilometern. 

## Geographie
Der Mae Nam Nakhon Nayok entspringt im Khao-Yai-Nationalpark, etwa 120 Kilometer nordöstlich vom Bangkok. Auf seinem Weg in südwestlicher Richtung fließt er bei Amphoe Ban Sang (Provinz Prachinburi) mit dem Mae Nam Prachin Buri zusammen, der von da an Mae Nam Bang Pakong heißt und schließlich in den Golf von Thailand mündet.

## Tourismus
Durch den Bau der Talsperre Khun Dan Prakarn Chon wird der Nakhon-Nayok-Fluss das ganze Jahr über mit einer ausreichenden Menge an Wasser versorgt. Dadurch sind diverse Wassersportaktivitäten stets möglich. Besonders beliebt sind Raftingtouren auf dem Fluss.